# Chitonomyces ceratomycetalis
Chitonomyces ceratomycetalis (Thaxt.) Thaxt. – gatunek grzybów z rzędu owadorostowców (Laboulbeniales). Pasożyt owadów.

## Systematyka i nazewnictwo
Pozycja w klasyfikacji według Index Fungorum: Chitonomyces, Laboulbeniaceae, Laboulbeniales, Laboulbeniomycetidae, Laboulbeniomycetes, Pezizomycotina, Ascomycota, Fungi.
Gatunek ten po raz pierwszy opisał w 1926 r. Roland Thaxter na przedtułowiu owada Peltodytes sinensis.

## Charakterystyka
Grzyb entomopatogeniczny, pasożyt zewnętrzny owadów. Nie powoduje śmierci owada i zazwyczaj wyrządza mu niewielkie szkody. W Polsce Tomasz Majewski w roku 1994 opisał jego występowanie na chrząszczu Haliplus wehnckei z rodziny flisakowatych (Haliplidae). 